# Litoria burrowsi
Litoria burrowsi es una especie de anfibio anuro de la familia Pelodryadidae.

## Distribución geográfica
Esta especie es endémica de Tasmania en Australia. Habita en el oeste de la isla.

## Descripción
Los machos miden de 48 a 53 mm y las hembras de 50 a 60 mm.

## Etimología
Esta especie lleva el nombre en honor a señorita M. Burrows.

## Publicación original
- Scott, 1942 : A new Hyla from Cradle Valley, Tasmania. Records of the Queen Victoria Museum, vol. 1, n.º 1, p. 5-11.[5]